# Vester Hornum
Vester Hornum is een plaats in de Deense regio Noord-Jutland, gemeente Vesthimmerland. De plaats telt 550 inwoners (2008).